# Georg Stürgkh
Georg Stürgkh (seit 1532 Georg Stürgkh auf Plankenwarth; † 1547) war ein reicher Händler und Bürger zu Graz in der Steiermark (Österreich), der am 20. März 1518 von Kaiser Maximilian I. einen Wappenbrief erhielt, 1532 die Burg Plankenwarth erwarb, geadelt wurde und im gleichen Jahr in den steiermärkischen Ritterstand aufgenommen wurde. Er ist der Stammvater des ab 1638 freiherrlichen und ab 1715 reichsgräflichen Familie Stürgkh.

## Herkunft
Georg stammte aus der Familie Stürgkh, die aus dem Dorf (seit 1496 Markt) Donaustauf im Landkreis Regensburg in der Oberpfalz (im Freistaat Bayern) stammt, wo sie mit Konrad Stürgkh im Jahre 1333 erstmals urkundlich auftritt.
Sein Vater war Johann Stürgkh, der als Kaufmann noch im Markt Donaustauf lebte und dort auch in der St. Michaelskirche begraben wurde. Der Name und die Herkunft seiner Mutter sind nicht bekannt.

## Leben
Georg Stürgh, der wohl bei seinem Vater den Kaufmannsberuf erlernte, wanderte in die Steiermark aus und ließ sich in der Landeshauptstadt Graz nieder. Dort erwarb er durch Tüchtigkeit ein großes Vermögen und war offensichtlich auch Kaiser Maximilian I. von erheblichem Nutzen, da dieser ihm mit Urkunde – ausgestellt in Innsbruck am 20. März 1518 – das Stammwappen der Familie verlieh.
Im Jahre 1521 erbte er von Thomas Oedenleich dessen Haus in der Herrengasse 17, das mehrfach umgebaut wurde und als Palais Stürgkh der Familie fast dreihundert Jahre als Residenz in Graz diente. Bis heute trägt das Palais diesen Namen, obwohl es 1798 von der Familie verkauft wurde.

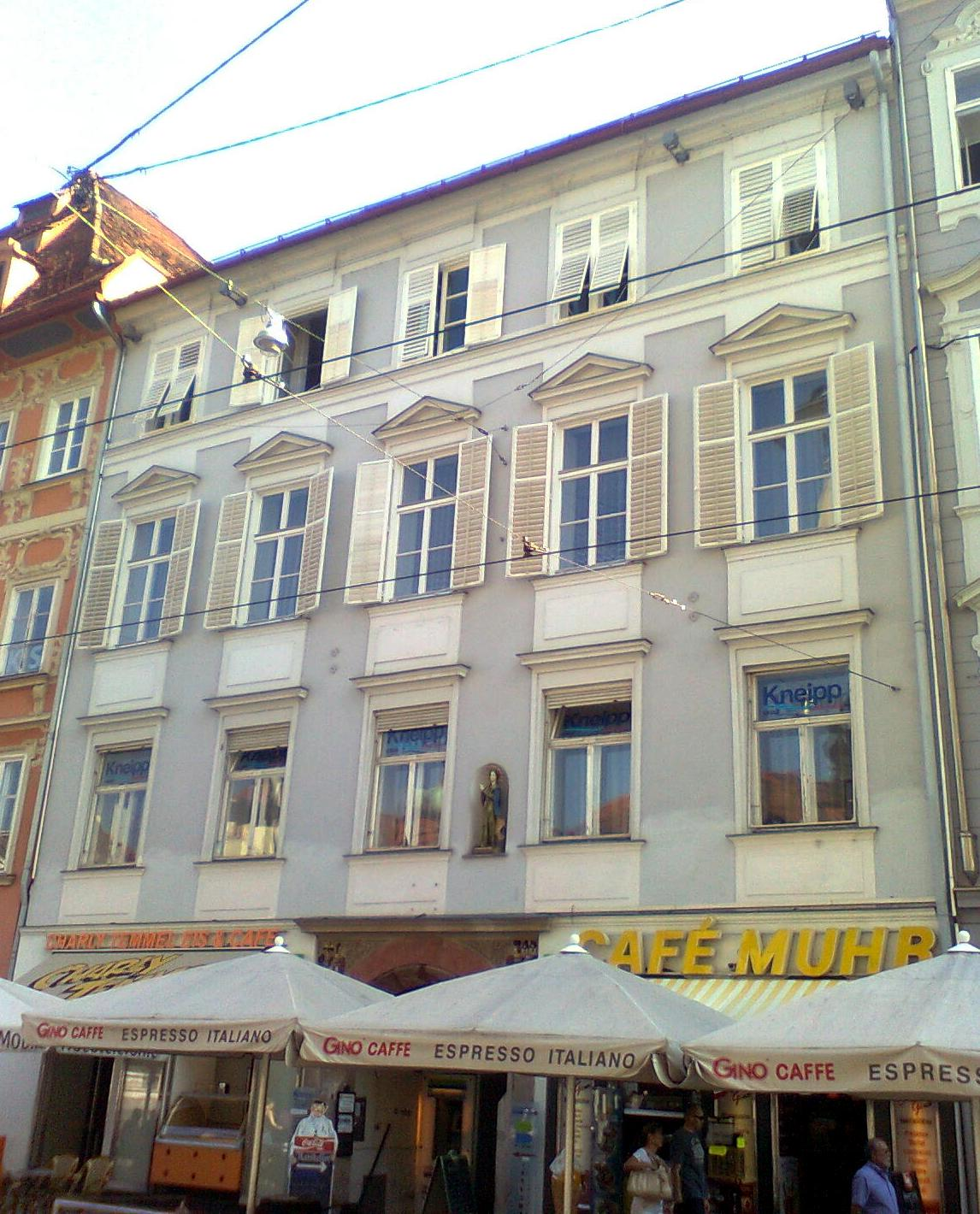
Palais Stürgkh in Graz

Im Jahre 1532 wurde er zum Bürgermeister der Stadt Graz gewählt, eine Funktion, die er bis 1536 ausübte.
Im selben Jahr gelang ihm eine für den Aufstieg der Familie wesentlich bedeutendere Erwerbung, da er vom kaiserlichen Rat und Oberststallmeister Andreas Ungnad, Reichsfreiherrn zu Sonnegg, Herrn auf Dietrichstein, Burg Plankenwarth, Schloss Wasserleonburg etc. († 1557) 1532 die vernachlässigte Burg Plankenwarth (heute in St. Oswald bei Plankenwarth im Politischen Bezirk Graz – Umgebung) erwarb.

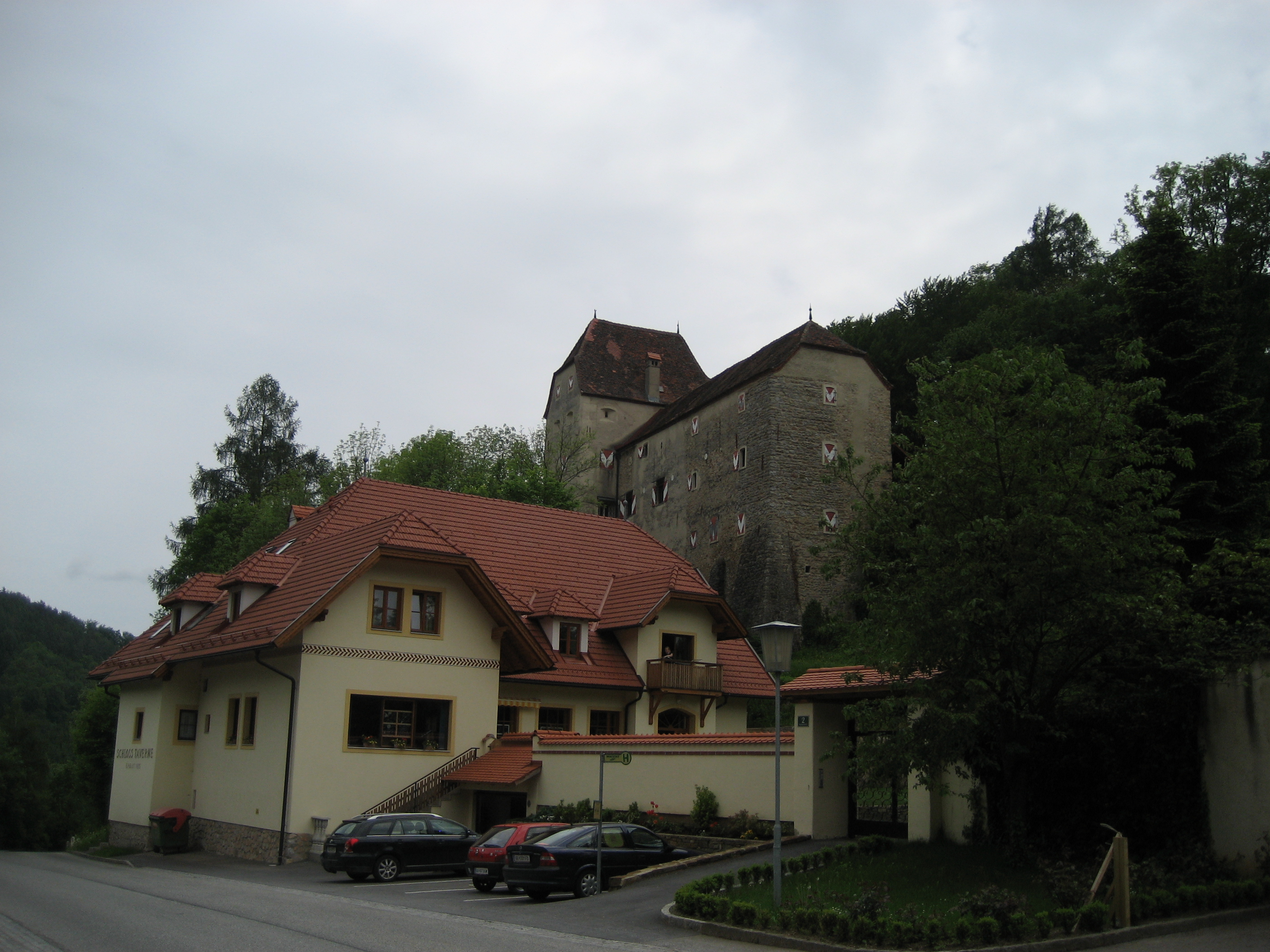
Die Ludwigsburg, die unterhalb liegende Vorburg der Burg Plankenwarth

Nach dem Erwerb dieses landständischen Gutes wurde er in den Adelsstand erhoben und noch im selben Jahr in den steiermärkischen Ritterstand aufgenommen. Er nannte sich seitdem Georg Stürgkh auf Plankenwarth.
Am 26. November 1537 erhielt er eine Wappenvermehrung und am 6. Mai 1546 wurde ihm sogar die Rotwachsfreiheit, d. h., die Freiheit, mit rotem Wachs zu siegeln, zugestanden. Er starb im Jahre 1547.

## Ehe und Nachkommen
Georg Stürgkh auf Plankenwarth heiratete nach Siebmacher im Juli 1511 in Graz Agnes Oeller, eine Tochter des vermögenden Kaufmannes und Ratsbürgers von Graz, Aegid Oeller.
Kinder:
- Georg (II.) Stürgkh auf Plankenwarth († 1571), Doktor der Rechte, Regimentsrat, auf Plankenwarth ⚭ Margareta v. u. zu Trauttmansdorff auf Pertlstein († n. 6. Jänner 1575), eine Tochter des Sebastian von Trauttmansdorff († 1519) und der Margareta Judenhofer.[7] Er wurde zum näheren Stammvater der Adelsfamilie späteren Freiherrn und Grafen von Stürgkh.
- Ludwig Stürgkh auf Plankenwarth († vor 1571), Fähnrich, fiel bei Leipzig ⚭ Klara von Gallenberg
- Regina Stürgkh auf Plankenwarth ⚭ Franz Gablkofer (von Gablkofen), † 1568
- Anna Stürgkh auf Plankenwarth ⚭ Paul Gablkofer (von Gablkofen), † 1591